# Prémio Literário Sagrada Esperança
O Prémio Literário Sagrada Esperança é um prémio literário angolano criado em 1980 para incentivar a produção literária em Angola. 
Homenageia postumamente o Poeta angolano António Agostinho Neto (1922-1979), o primeiro Presidente de Angola, tendo recebido o nome de uma das suas obras, ‘’Sagrada Família’’, publicada em 1974.

## Vencedores
- 1980 - Quem me dera ser onde de Manuel Rui Monteiro
- 1981 - Chuva Novembrina  de José Luís Mendonça
- 1984 - Trajectória Obliterada de João Maimona
- 1999 - Jindunguices: contos de Fragata de Morais
- 2002 - Lusango : comércio internacional de António Setas
- 2004 - E se amanhã o medo (contos) de Ondjaki
- 2013 - O ocaso dos pirilampos de Adriano Mixinge
- 2014 – Masamba de Manuel Adriano Paulo (Marigan)
- 2016 - Imaginários da História Cultural de Angola de Alberto Oliveira Pinto
- 2018 - A Festa dos Porcos de Francisco Agostinho Dias Neto
- 2021 - O País dramaticamente estável de Kizola Ângelo Chaniel
- 2023 - Sem vencedor[2]